# Gynoxys dielsiana
Espèce
Statut de conservation UICN

 VU B1ab(iii) : Vulnérable
Gynoxys dielsiana est une espèce de plantes à fleurs de la famille des Asteraceae.

## Publication originale
- Bibliotheca Botanica 116: 169. 1937.